# Staten Ajland
Staten Ajland (engl. Staten Island) je ostrvo i gradska oblast Njujorka i čini okrug Ričmond (engl. Richmond County).
Do 1975. godine oblast se zvala gradska oblast Ričmond (engl. borough of Richmond). U ovoj oblasti koja se prostire na 265 km² živi 491.730 stanovnika. Sa Bruklinom ga povezuje Veracanov most, a do Menhetna se dolazi trajektom. U prošlosti su ovde živeli Indijanci Akvehonga, pripadnici plemena Raritan (pleme naroda Delaver).

## Demografija
Prema popisu stanovništva iz 2010. u okrugu je živelo 468.730 stanovnika, što je 25.002 (5,6%) stanovnika više nego 2000. godine.
| Grupa             | 2000.           | 2010.           |
| Belci             | 316.316 (71,3%) | 300.169 (64,0%) |
| Afroamerikanci    | 42.914 (9,7%)   | 49.857 (10,6%)  |
| Azijati           | 25.071 (5,7%)   | 35.164 (7,5%)   |
| Hispanoamerikanci | 53.550 (12,1%)  | 81.051 (17,3%)  |
| Ukupno            | 443.728         | 468.730         |

| Pregled gradskih oblasti Njujorka | Pregled gradskih oblasti Njujorka | Pregled gradskih oblasti Njujorka | Pregled gradskih oblasti Njujorka | Pregled gradskih oblasti Njujorka | Pregled gradskih oblasti Njujorka | Pregled gradskih oblasti Njujorka | Pregled gradskih oblasti Njujorka | Pregled gradskih oblasti Njujorka |
| Nadležnost                        | Nadležnost                        | Stanovništvo                      | Površina                          | Gustina naseljenosti              | BDP                               |                                   |                                   |                                   |
| Četvrt                            | Okrug                             | Popis (2020)                      | km2                               | po km2                            | milijardi $ (2022) 2              |                                   |                                   |                                   |
| --------------------------------- | --------------------------------- | --------------------------------- | --------------------------------- | --------------------------------- | --------------------------------- | --------------------------------- | --------------------------------- | --------------------------------- |
| Bronks                            | Bronks                            | 1.472.654                         | 109,2                             | 13,482                            | 51.574                            |                                   |                                   |                                   |
| Bruklin                           | Kings                             | 2.736.074                         | 179,7                             | 15,227                            | 125.867                           |                                   |                                   |                                   |
| Menhetn                           | Njujork                           | 1.694.251                         | 58,7                              | 28,872                            | 885.652                           |                                   |                                   |                                   |
| Kvins                             | Kvins                             | 2.405.464                         | 281,6                             | 8,542                             | 122.288                           |                                   |                                   |                                   |
| Staten Ajland                     | Ričmond                           | 495.747                           | 149                               | 3,327                             | 21.103                            |                                   |                                   |                                   |
| Grad Njujork                      | Grad Njujork                      | 8.804.190                         | 778,2                             | 11,314                            | 1.206.484                         |                                   |                                   |                                   |
| Država Njujork                    | Država Njujork                    | 20.201.249                        | 122.049,5                         | 166                               | 2.163.209                         |                                   |                                   |                                   |
| Izvori:                           |                                   |                                   |                                   |                                   |                                   |                                   |                                   |                                   |